# بيض مبهر
البيض المُبهَّر هو بيض مسلوق قُشّر وقطع إلى نصفين وملئ بمعجون مصنوع من مح البيض الممزوج بمكونات أخرى مثل الميُنيز والخردل. تُقدم باردة بشكل عام طبقًا جانبيًا أو مقبلات أو طبقًا رئيسًا أثناء التجمعات أو الحفلات. يمكن رؤية أصل الطبق في وصفات البيض المسلوق والمتبل منذ زمن بعيد في رومة القديمة حيث كانت تُقد تقليديًا طبقًا أولًا. الطبق مشهور في أوربة وأمريكة الشمالية وأسترالية.

## المراجع

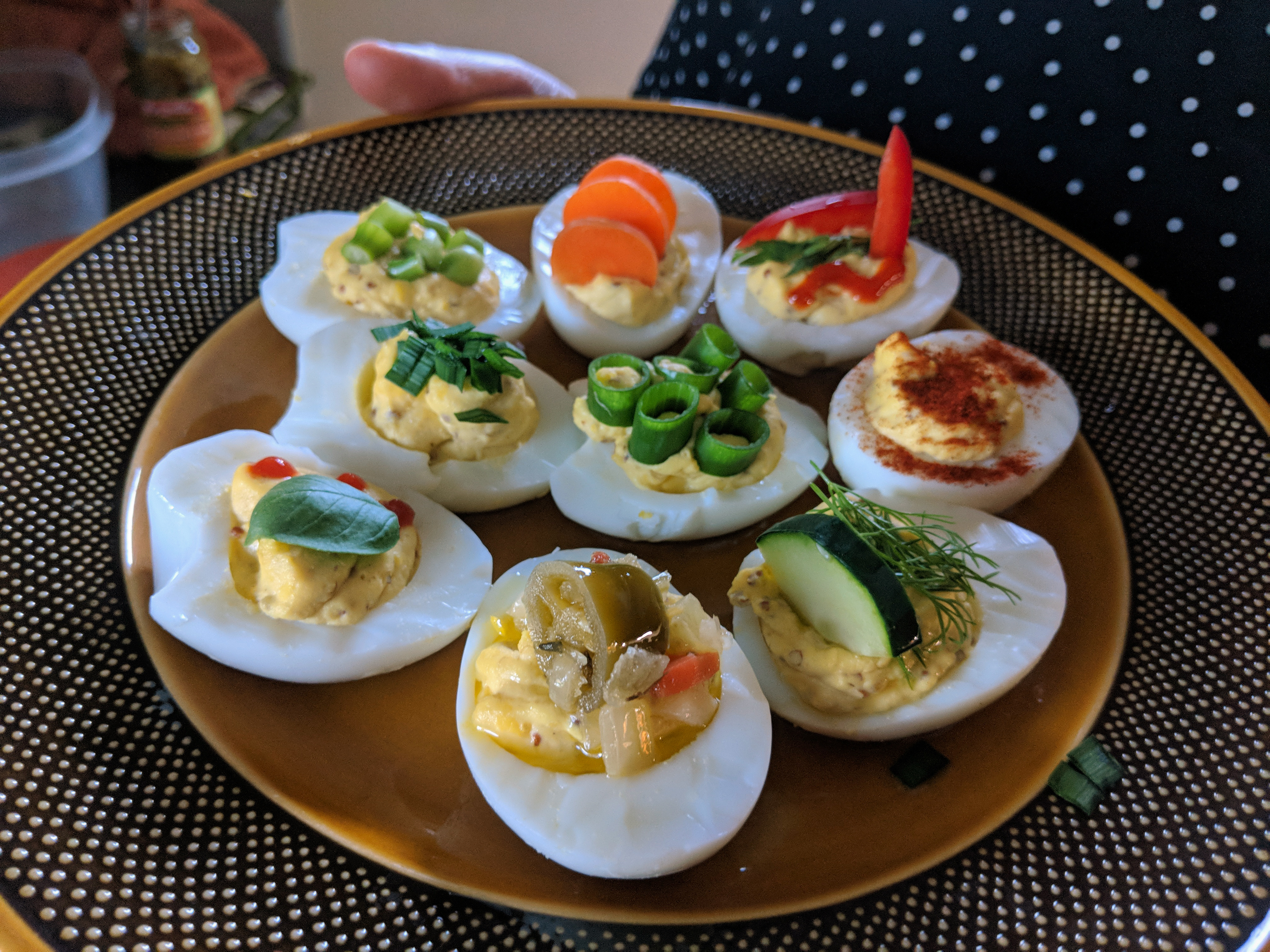
مجموعة متنوعة من البيض المُبهّر